# Syngrapha quadriplaga
Syngrapha quadriplaga är en fjärilsart som beskrevs av Walker 1857. Syngrapha quadriplaga ingår i släktet Syngrapha och familjen nattflyn. Inga underarter finns listade i Catalogue of Life.